# Alinco DJ-G5

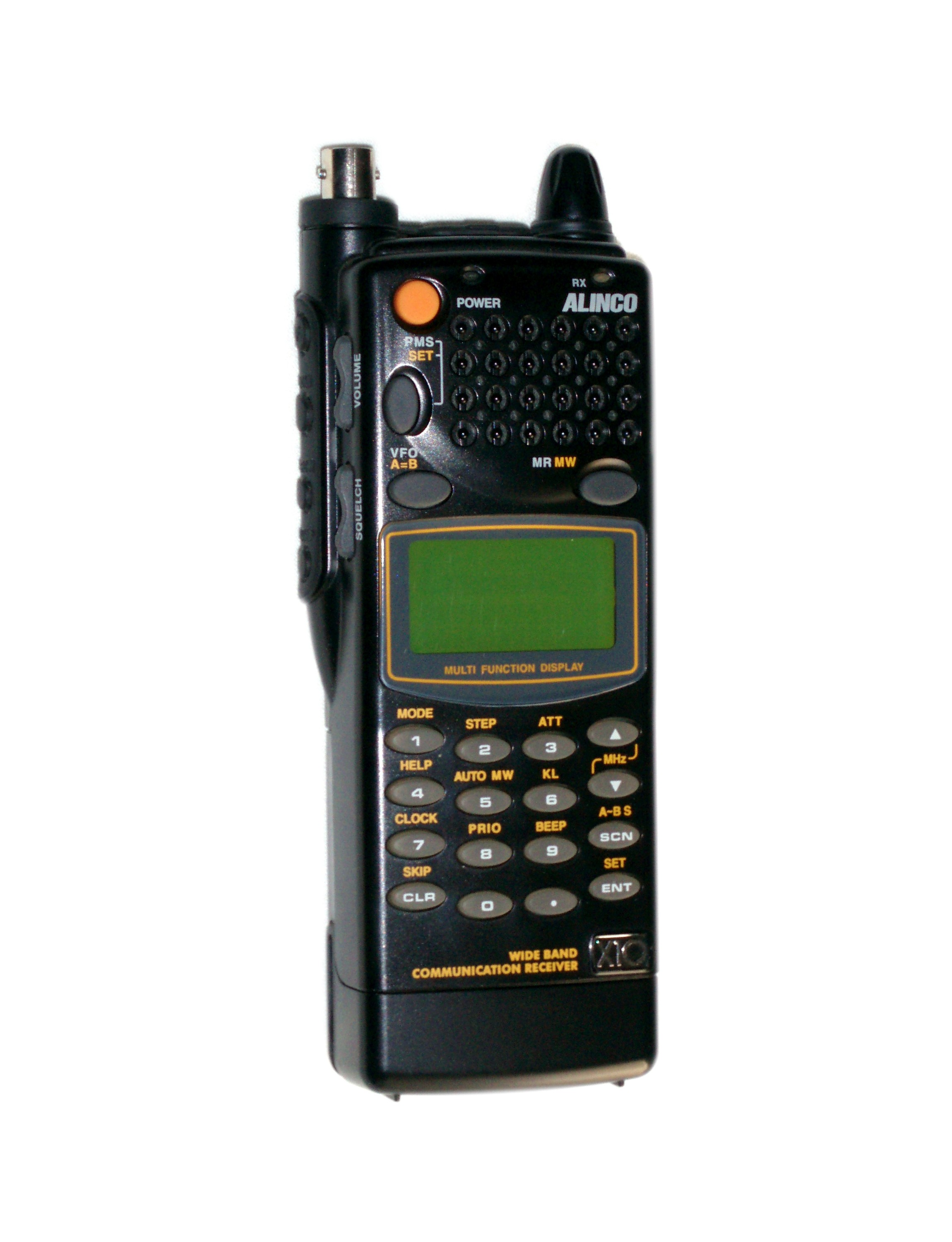
Der Alinco DJ-X10 Weitband-Empfänger hatte das gleiche Gehäuse wie das DJ-G5

Das DJ-G5 ist ein Duoband-Handfunkgerät des Herstellers Alinco. Beide Empfänger funktionieren unabhängig voneinander, auch parallel im gleichen Band. Pro Band und Empfänger verfügt es jeweils über zwei VFOs, Crossband-Vollduplexbetrieb ist möglich. DTMF und CTCSS waren serienmäßig. Je nach Speicheraufteilung verfügt es über 80 Frequenz- und 16 Tonruf- bzw. 100 Frequenz- und ein Tonrufspeicher. In der europäischen Version DJ-G5E verfügt es jeweils über einen Sende- und Empfangsbereich von 144 bis 146,000 MHz (2-m-Band) bzw. 430 bis 440 MHz (70-cm-Band) in der Betriebsart FM. In der US-Version ist der Sende- und Empfangsbereich der beiden Bänder erweitert, einer der Empfänger kann auch AM demodulieren, im anderen Empfänger sind zwei zusätzliche VFOs im 900-MHz-Bereich vorhanden. Außerdem kann diese Version als Crossband-Repeater arbeiten. Eine Umschaltung der beiden Versionen ist durch eine Tastenkombination ohne Speicherverlust möglich, wobei dann auch im europäischen Modus die Speicher mit Belegungen, die nur in der US-Variante programmierbar sind, zumindest empfangsseitig funktionieren. Mit serienmäßigem NiCd-Akku oder Batteriepack für 4 Mignonzellen beträgt die maximale Sendeleistung im 2-Meter-Band 1,5 W und im 70-Zentimeter-Band 1 W. Bei Verwendung eines 9,6-V-Akkus oder einer externen 12-V-Gleichspannung beträgt die Sendeleistung jeweils 5 W. Weitere Leistungsstufen waren jeweils 1 W bzw. 0,5 Watt. Beim Betrieb an 12 V Gleichspannung wird ein angeschlossener Akku mit etwa 50 mA geladen. Die Antenne wird über eine BNC-Buchse angeschlossen. Das Gerät verfügt über ein einfaches Bandscope, mit dem die Belegung benachbarter Frequenzen oder Speicherkanäle beobachtet werden kann. Im Monoband-VFO-Betrieb funktioniert dies unter Verwendung des zweiten Empfängers, ohne dass es zu Einschränkung des Empfangs kommt, ansonsten wird während der Scanvorgänge der Empfang kurz unterbrochen. Geräteeinstellungen können über Funk mit geringer Sendeleistung auf baugleiche Geräte übertragen werden. Dieser Cloningvorgang nimmt etwa 10 Minuten in Anspruch. Mikrofone und Lautsprecher werden über einen 2,5-mm- bzw. 3,5-mm-Doppelklinkenstecker angeschlossen.